# Rhantus incognitus
Rhantus incognitus är en skalbaggsart som beskrevs av Scholz 1927. Rhantus incognitus ingår i släktet Rhantus och familjen dykare. Arten har ej påträffats i Sverige. Inga underarter finns listade i Catalogue of Life.